# Tomo Sugawara
Tomo Sugawara (Hokkaido, 3 juni 1976) is een voormalig Japans voetballer.

## Carrière
Tomo Sugawara speelde tussen 1995 en 2011 voor Tokyo Verdy, Santos en Vissel Kobe.